# Stickwitu
"Stickwitu" (2005) is een Grammy-genomineerd nummer door de Pussycat Dolls. Het is uitgebracht als de tweede single van het album PCD in 2005. Het nummer, dat gaat over de betekenis van loyaliteit in een relatie, was een succes in de Verenigde Staten en debuteerde op #1 in het Verenigd Koninkrijk. Het was hun tweede #1 hit in dat land, na Don't Cha.

## Tracklist

### Promo-cd
1. "Stickwitu" (R&B remix; featuring Avant) - 03:18
2. "Stickwitu" (LP version/album version)
3. "Stickwitu" (R&B instrumental)

### Cd-single
1. "Stickwitu" (album version) - 03:28
2. "Stickwitu" (R&B remix; featuring Avant) - 03:18

### Cd-maxi
1. "Stickwitu" (album version) - 03:28
2. "Santa Baby"
3. "Stickwitu" (R&B remix; featuring Avant) - 03:18
4. "Stickwitu" (video)